# Château d'Amaiur
Le château d'Amaiur est situé sur le mont Gaztelu, au bout du village d'Amaiur, dans la vallée de Baztan (Navarre) dans le Nord de l'Espagne. Les vestiges sont si peu nombreux que l'on peut à peine distinguer les restes d'un mur. Sur le site de l'ancien château, il subsiste un monument en hommage aux défenseurs de l'indépendance de la Navarre.

## Siège au château d'Amaiur
L'importance de ce lieu est capitale dans la résistance des Navarrais partisans du roi Henri II de Navarre dans les années 1521-1522 à la suite de l'ultime tentative de reconquête du royaume de la part d'Henri II, conséquence des invasions de la Navarre réalisées en 1512.
Après la déroute de la bataille de Noain, les Navarrais fidèles au roi Henri II de Navarre se réfugièrent dans les domaines de la maison d'Albret, sur l'autre versant des Pyrénées, en Béarn et Basse-Navarre. En septembre 1521, ils firent une autre incursion dans la  vallée de Baztan-Bidassoa et conquirent le château, laissant la vie au maire et à la garnison castillane. Une garnison d'environ 200 Navarrais y restera sous le commandement de Don Jaime Vélaz de Medrano.
Au début du mois de février 1522, les troupes castillanes commencent une série d'incursions dans la vallée. Le 14 mars ils prennent la forteresse d'Oltzorrotz. Le 17 juin 1522, après une bataille, ils prennent également la ville de Doneztebe, toujours en Navarre, coupant la communication entre Amaiur et  Fontarrabie. Le 3 juillet, le vice-roi castillan, comte de Mirande, ordonne la prise d'Amaiur. Les troupes castillanes avec les Navarrais Beaumontais encerclèrent le château avec 10 000 hommes contre 200 défenseurs du château.
À l'intérieur se trouvaient entre autres deux frères dont l'un est saint François-Xavier. Les Navarrais résistèrent à plusieurs attaques entre le 15 et le 22 juillet, date de leur capitulation.
Les prisonniers furent emmenés à Pampelune où, 14 jours plus tard, Jaime Vélaz de Medrano, l'ex-maire, et son fils furent empoisonnés.
Le 12 août, on ordonna la destruction du fort par incendie après avoir récupéré les objets de valeur.

## Hommage aux défenseurs du château d'Amaiur

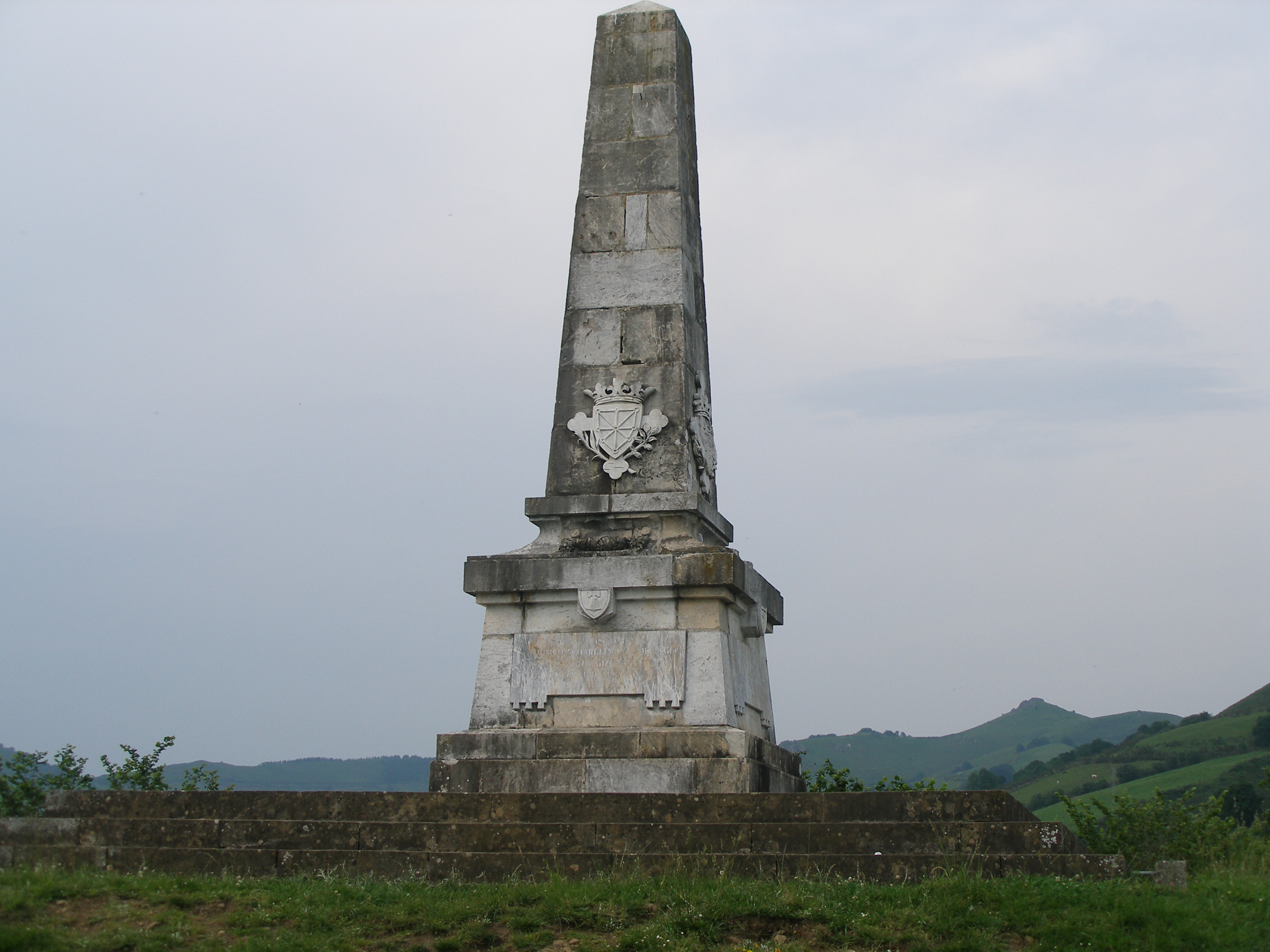
Monument en hommage aux défenseurs navarrais

Le 30 juin 1922 on a inauguré le monument situé à l'emplacement du château d'Amaiur en souvenir des Navarrais qui l'avaient défendu. On peut y voir l'inscription suivante en basque et en espagnol :
Les blasons suivants sont situés sur chacune des faces : La ville d'Amaiur, les provinces d'Alava, du Guipuscoa et de Biscaye. Deux autres blasons, plus petits, sont sur deux faces: celui de la Navarre et l'autre formé par les 6 arrondissements que sont: Pampelune, Olite, Estella, Sangüesa, Tudela et de Basse-Navarre, gravés sur du marbre blanc d'Almandoz.
Ce monument a été dynamité la nuit du 26 au 27 juillet 1931 par un acte terroriste. Durant ces mois, les municipalités de Navarre étaient en discussion sur le statut d'Estella avec le soutien unanime initial pour la création d'un statut de la Navarre associé à l'Alava, au Guipuscoa et de Biscaye.
Le monument fut reconstruit et ré-inauguré le 10 octobre 1982 par une initiative de la ville avec l'appui des autres provinces et la Communauté autonome du Pays basque. On récupéra les pierres disséminées et le reste a été taillé dans la carrière d'Olite.
Actuellement, le château d'Amaiur est un symbole basco-navarrais qui réclame la récupération de la souveraineté.

## Monument en hommage à la résistance

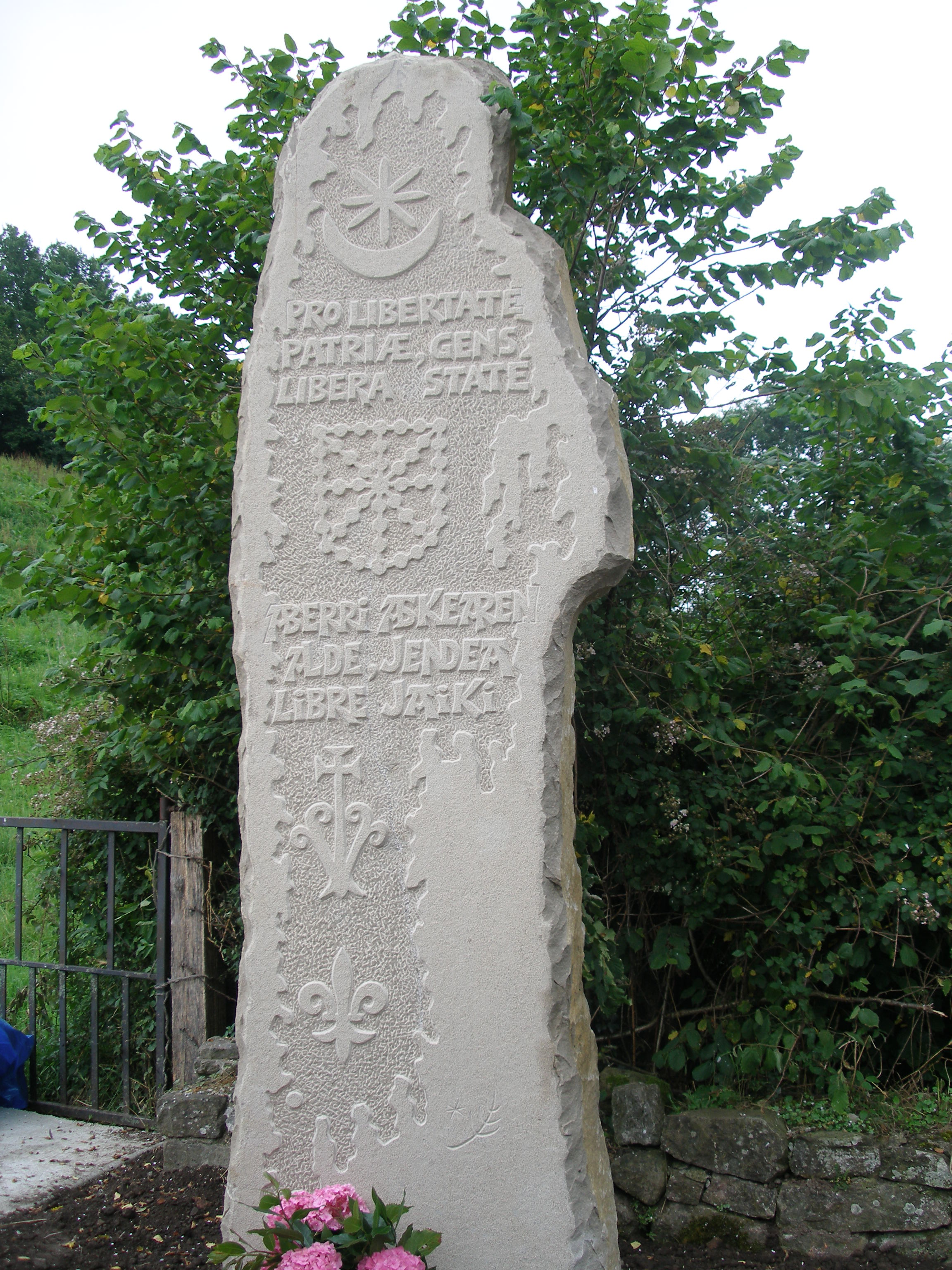
Monument

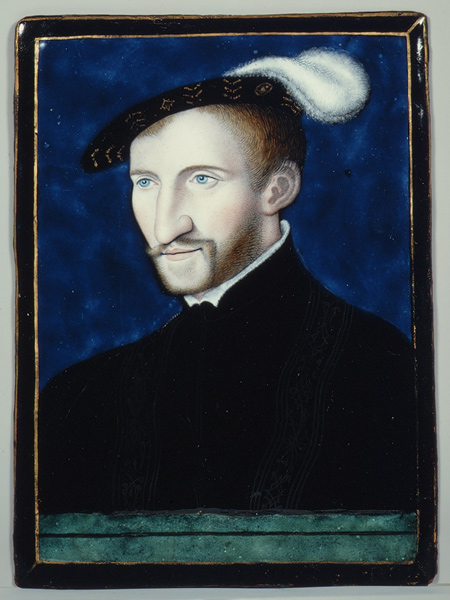
Henri d'Albret
(Henri II de Navarre)

Au pied du mont Gaztelua, où se situait le château, le 21 juillet 2007 a été inauguré un monument aux résistants inconnus, œuvre réalisée par Pello Iraizoz. Il est taillé dans la pierre rose du Baztan et une inscription:

Pro libertate patria, gens libera estate 

(Les gens libres debout en faveur de la liberté de la patrie)

La phrase est également traduite en basque. Sur la partie supérieure, une figure en forme d'étoile, symbologie de l'art populaire qui fut à l'origine du blason de Navarre. Plus bas, un symbole auquel on a ajouté des figures sphériques dans ses bras, qui, des siècles plus tard, se sont transformés en chaines. Sur la partie inférieure diverses images relatives aux divers souverains navarrais et qui ont figuré dans la numismatique navarraise.